# محمدرضا ناصحی (وزنه‌بردار)
محمدرضا ناصحی ارجمند (زادهٔ ۱۳ اسفند ۱۳۲۲) وزنه‌بردار اهل ایران بود.
وی در بازی‌های آسیایی ۱۹۶۶ و ۱۹۷۰ در مجموع برندهٔ ۲ مدال برنز شده‌است.
ناصحی در حالی که در وزن ۵۲ کیلوگرم وزنه‌برداری بازی‌های المپیک تابستانی ۱۹۷۲ با ثبت وزنه ۹۵ کیلوگرم در پرس، ۹۰ کیلوگرم در یک ضرب و ۱۲۰ کیلوگرم در دوضرب در جایگاه دهم قرار گرفته بود به دلیل مثبت اعلام شدن ماده افدرین در تست دوپینگ وی از جدول رده‌بندی حذف شد.